# Кубок світу з біатлону 2019—2020 — етап 7
Сьомий етап Кубка світу з біатлону 2019—20 відбувався в Новому Месті на Мораві, Чехія з 5 по 8 березня 2020 року. До програми етапу було включено 6 гонок: спринтерські гонки, мас-старти та естафети серед чоловіків і жінок.

## Переможці та призери

### Чоловіки
| Гонка:              | Золото:                                                                       | Час                                                       | Срібло:                                                             | Час                                           | Бронза:                                                                  | Час                                                       |
| Спринт 10 км        | Йоганнес Тінгнес Бо Норвегія                                                  | 24:56.8 (0+0)                                             | Кентен Фійон Майє Франція                                           | 25:19.6 (0+0)                                 | Тар'єй Бо Норвегія                                                       | 25:57.9 (0+0)                                             |
| Мас-старт 15 км     | Йоганнес Тінгнес Бо Норвегія                                                  | 39:32.7 (1+1+1+0)                                         | Емільєн Жаклен Франція                                              | 39:47.8 (0+0+0+0)                             | Арнд Пайффер Німеччина                                                   | 39:57.7 (0+0+0+1)                                         |
| Естафета 4 x 7,5 км | Норвегія Ветле Шостад Крістіансен Йоганнес Дале Тар'єй Бо Йоганнес Тінгнес Бо | 1:10:25.3 (0+1) (0+1) (0+2) (0+0) (0+0) (0+1) (0+0) (0+0) | Україна Артем Прима Сергій Семенов Руслан Ткаленко Дмитро Підручний | 1:11:03.5 (0+0) (0+2) (0+1) (0+0) (0+0) (0+1) | Швеція Себастьян Самуельссон Єспер Нелін Пеппе Фемлінг Мартін Понсілуома | 1:11:08.6 (0+1) (0+0) (0+0) (1+3) (0+3) (0+0) (0+1) (0+0) |

### Жінки
| Гонка:            | Золото:                                                                              | Час                                           | Срібло:                                                    | Час                                                       | Бронза:                                                                | Час                                                       |
| Спринт 7,5 км     | Денізе Геррманн Німеччина                                                            | 18:51.0 (0+0)                                 | Анаїс Бескон Франція                                       | 19:18.2 (0+0)                                             | Маркета Давідова Чехія                                                 | 19:40.7 (1+0)                                             |
| Мас-старт 12,5 км | Тіріль Екгофф Норвегія                                                               | 34:00.8 (0+0+0+1)                             | Ганна Еберг Швеція                                         | 34:26.1 (1+0+0+0)                                         | Франциска Пройс Німеччина                                              | 34:33.2 (1+0+0+0)                                         |
| Естафета 4 x 6 км | Норвегія Кароліен Оффігстад Кноттен Іда Лієн Інгрід-Ланнмарк Тандреволл Тіріл Екгофф | 1:09:14.8 (0+3) (0+1) (0+0) (0+2) (0+1) (0+0) | Франція Жулья Сімон Жустін Бреза Клое Шевальє Анаїс Бескон | 1:09:43.5 (0+2) (0+3) (0+0) (1+3) (0+0) (0+0) (0+1) (0+1) | Німеччина Каролін Горхлер Ванесса Гінц Франциска Пройс Денізе Геррманн | 1:10:11.8 (0+1) (0+3) (0+1) (0+1) (0+0) (1+3) (0+2) (0+3) |

## Досягнення
Найкращий виступ за кар'єру
| - Теро Сеппяля (FIN), 7-е місце в спринті - Чен Фанмін (CHN), 16-е місце в спринті - Антон Смольський (BLR), 18-е місце в спринті - Саїд Карімулла Халілі (RUS), 44-е місце в спринті - Сергій Сірік (KAZ), 102-е місце в спринті | - Ельвіра Еберг (SWE), 8-е місце в спринті - Мілена Тодорова (BUL), 18-е місце в спринті - Крістіна Рідер (AUT), 19-е місце в спринті - Регіна Ойя (EST), 20-е місце в спринті - Мен Фаньці (CHN), 38-е місце в спринті - Еріка Єнке (FIN), 46-е місце в спринті - Даніела Кадева (BUL), 55-е місце в спринті - Габріеле Лешчинскайте (LTU), 58-е місце в спринті - Анна Манка (POL), 69-е місце в спринті - Ніка Віндішар (SLO), 80-е місце в спринті - Джун Джу Мі (KOR), 94-е місце в спринті |